# Gara Hoboken-Kapelstraat
Gara Hoboken (în neerlandeză Station Hoboken) pe pe strada Kapelstraat a fost una din cele trei gări de pe teritoriul fostei comune Hoboken (care, începând din 1983, a devenit un district al orașului Antwerpen din Belgia). Gara, inaugurată pe 6 octombrie 1894, era situată pe calea ferată 52, care leagă Puurs de Antwerpen-Zuid. Anterior, stația feroviară era denumită oficial „Hoboken-Kapelstraat”, dar numele i-a fost schimbat, pe 26 mai 1974, în „Hoboken”, eliminându-se indicativul străzii. Gara Hoboken a fost închisă pe 3 iunie 1984.
Există planuri de redeschidere a stației în cadrul proiectului Masterplan Antwerpen.